# Szeligi (Varmie-Mazurie)
Pour les articles homonymes, voir Szeligi.
Szeligi est un village polonais de la gmina d'Ełk, dans le powiat d'Ełk, voïvodie de Varmie-Mazurie, au nord-est du pays. 
Il est situé à environ 4 km à l'est d'Ełk et à 127 km à l'est de la capitale régionale Olsztyn.